# Gaston Roelants
Gaston Roelants (5. února 1937, Opvelp) je bývalý belgický atlet, olympijský vítěz a mistr Evropy v běhu na 3000 metrů překážek.

## Sportovní kariéra
Zpočátku se specializoval na 3000 metrů překážek. Na olympiádě v Římě v roce 1960 skončil v této disciplíně čtvrtý. Na evropském šampionátu v Bělehradě o dva roky později mezi steeplaři zvítězil a v následující sezóně vytvořil světový rekord časem 8:29,3. Největší úspěch na této trati dosáhl při vítězství v olympijském finále v Tokiu v roce 1964. Dne 6. září 1965 vylepšil vlastní světový rekord na 8:26,4. V první polovině šedesátých let ho na překážkové trati obklopoval nimbus neporazitelnosti: svůj poslední závod prohrál v červenci 1961 a další porážku zažil až v září 1966 – na evropském šampionátu v Budapešti v roce 1966, kde vybojoval bronzovou medaili.
V následujících letech se zaměřil na delší tratě. V roce 1966 vytvořil světové rekordy na 20 kilometrů (58:06,2) a v hodinovce (20 664 metrů). Na olympiádě v Mexiku v roce 1968 doběhl na 3000 metrů překážek sedmý a v maratonu jedenáctý. Z evropského šampionátu v Athénách v roce 1969 si dovezl stříbrnou medaili z maratonského finále, v běhu na 10 000 metrů zde skončil pátý. O dva roky později na mistrovství Evropy v Helsinkách se mezi maratonci umístil na pátém místě.
Věnoval se i přespolním běhům a kratším silničním běhům – zvítězil například čtyřikrát (1964, 1964, 1967 a 1968) na slavném Silvestrovském běhu v brazilském São Paulu.
V tzv. Krosu národů, který byl až do roku 1972 jakýmsi neoficiálním mistrovstvím světa, byl čtyřikrát první (1962, 1967, 1969 a 1972) a dvakrát druhý (1960, 1963 a 1970). V týmové soutěži byl s družstvem mužů Belgie dvakrát první (1961 a 1963), dvakrát druhý (1960 a 1971) a pětkrát se podílel na třetím místě belgického národního týmu (1959, 1962, 1969, 1970 a 1972).
Na oficiálním mistrovství světa v přespolním běhu startoval čtyřikrát. Nikdy už neobsadil čelnou pozici v individuálním pořadí, ale díky síle belgického týmu si pokaždé přivezl medaili z týmové soutěže. V roce 1973 obsadil 6. místo (zlatá medaile s družstvem Belgie v týmové soutěži), v roce 1974 doběhl na 14. pozici (opět zlatá medaile v týmech), v roce 1975 skončil na desátém místě (bronzová medaile v týmech) a v roce 1976 skončil na 13. místě (stříbrná medaile v soutěži družstev).
V hale vytvořil dvě evropská maxima v běhu na 2 míle. Nejdříve zaběhl 18. ledna 1964 v Los Angeles na této trati čas 8:41,6 a podruhé vytvořil nejlepší evropský výkon všech dob v této disciplíně 27. ledna 1966, když v New Yorku dosáhl času 8:40,6.
V roce 1972 vylepšil vlastní světové rekordy na 20 000 metrů (57:44,4) a v hodinovce (20 878 metrů), na mnichovské olympiádě však maraton nedokončil. Poslední úspěch v mezinárodních soutěžích zaznamenal na evropském šampionátu v Římě v roce 1974, kde doběhl v maratonu třetí.

## Osobní rekordy
- 3000 m 7:48,6 (Heverlee 15.8.1965)

- 5000 m 13:34,6 (Kolín nad Rýnem 8.7.1969)
- 6 mil 27:26,4+ (Oslo 12.7.1966, mezičas v běhu na 10 000 metrů, 28:20,8)
- 10 000 m 28:03,8 (Brusel 5.8.1972)
- 15 000 m 43:16,0+ (Brusel 20.9.1972, mezičas v hodinovce, 20 784 m)
- 10 mil 46:06,4+ (Brusel 20.9.1972, mezičas v hodinovce, 20 784 m)
- 20 000 m 57:44,4+ (Brusel 20.9.1972, mezičas v hodinovce, 20 784 m)
- hodinovka 20 784 metrů (Brusel 20.9.1972)
- 3000 m překážek 8:26,4 (Brusel 7.8.1965)

## Světové rekordy Gastona Roelantse
- 3000 m překážek, 8:29,6, Lovaň 7.9.1963. Na mezinárodním mítinku pořádaném na stadionu lovaňské univerzity překonal Gaston Roelants jako první steeplař světa hranici 8 minut a 30 sekund a zlepšil dva roky starý světový rekord polského běžce Zdzisława Krzyszkowiaka (8:30,4, 10.8.1961 v polském městě Wałcz). S výrazným náskokem porazil sovětského běžce Nikolaje Sokolova (8:46,6), stříbrného z olympijských her v Římě. První třetinu závodu Roelants absolvoval v čase 2:45,9, na druhý kilometr potřeboval 2:51,7, třetí kilometr urazil za 2:52.0. První polovina závodu (4:11,8) byla zřetelně rychlejší nežli druhá (4:17.8). Světový rekord přežil olympijskou sezónu 1964 a překonal ho v roce 1965 opět Gaston Relants.
- 3000 m překážek, 8:26,4, Brusel 7.8.1965. Za další dva roky, na mistrovství Belgie v Bruselu, zlepšil Gaston Roelants světový rekord v běhu na 3000 metrů překážek podruhé. V sólovém běhu (druhý v cíli, Julien Laureyns, dosáhl času o minutu horšího, 9:24,6) nejdříve absolvoval první kilometr za 2:47,4, druhý za 2:51,4, v posledním kilometru zrychlil na 2:47,6). Po doběhu prohlásil: "Byl to můj poslední závod na této trati, teď budu běhat jen 5 a 10 kilometrů - chci získat v Budapešti oba tituly." Své předsevzetí ovšem nedodržel: v běhu na 3000 metrů překážek startoval ještě na mistrovství Evropy 1966 v Budapešti (kde překvapivě prohrál se dvěma sovětskými běžci a kde ho vítězný Viktor Kudinskij málem připravil i o světový rekord) a naposledy, už bez medailového zisku, ještě na olympijských hrách 1968 v Mexiku. Z plánované zlaté medaile v běhu na 10 000 metrů na mistrovství Evropy 1966 v Budapešti zbylo jen osmé místo v nepříliš dobrém čase 28:59.6. Roelantsův světový rekord z roku 1965 překonal 17.7.1968 ve Stockholmu časem 8:24,2 finský běžec Jouko Kuha.
- hodinovka, 20 664 metrů, Lovaň 28.10.1966. Roelantsovi se podařilo překonat rok starý světový rekord Australana Rona Clarka (20 232 metrů, 27.10.1965 v Geelongu). První 3 kilometry uběhl za 8:49, 5 kilometrů v čase 14:46,6, na desátém kilometru měl mezičas 29:13,8. Na metě 15 000 metrů zaznamenal časem 43:32,8 nejrychlejší světový čas všech dob (oficiální rekordy se na této vzdálenosti nevedly ani nevedou). Druhá polovina závodu byla podstatně rychlejší, druhých deset kilometrů Roelants uběhl za 28:52,4. Vzdálenost 20 000 metrů proběhl za 58:06,2 - a to už byl oficiální světový rekord, stejně jako 20 664 metrů uběhnutých za jednu hodinu.
- hodinovka, 20 784 metrů, Brusel 20.9.1972. Gaston Roelants zlepšil svůj šest let starý světový rekord: už první 3 kilometry (8:34) byly rychlejší nežli při předchozím rekordu a úvodní tempo vyvrcholilo na konci prvních 5 kilometrů, nejrychlejších ze čtyř pětikilometrových úseků (mezičas 14:19.0), 10 000 metrů absolvoval v čase 28:44,0 a na 15 000 metrech měl Roelants opět historicky nejrychlejší světový čas 43:16,0. V tomto běhu se oficiálně měřil i mezičas na 10 mil, tedy v disciplíně, ve které se tehdy světové rekordy oficiálně vedly a uznávaly - tady byl ovšem rychlejší Roelantsův krajan Willy Pollenius. Tomu stopky na 10 mílích ukázaly nový světový rekord 46:04,2, zatímco Roelants tuto vzdálenost uběhl jako v pořadí druhý, v čase 46:06,4. Na 20 000 metrech a po hodině běhu byl už ovšem v čele znovu Roelants, a přestože druhých deset kilometrů bylo pomalejších nežli deset kilometrů úvodních (29:04,4), Roelants znovu překonal světové rekordy jak na 20 000 metrů (57:44,4), tak i v hodinovce (20 784 metrů). Roelantsův rekord v hodinovce zlepšil 28.9.1975 v nizozemském Papendalu Holanďan Jos Hermens, který za hodinu uběhl 20 907 metrů.
- 20 000 metrů, 58:06,2, Lovaň 28.10.1966. Světový rekord byl vytvořen jako mezičas v hodinovce.
- 20 000 metrů, 57:44,4, Brusel 20.9.1972. Světový rekord byl opět vytvořen jako mezičas v hodinovce.
- 15 000 metrů, 43:32,8, Lovaň 28.10.1966. Nejlepší světový výkon všech dob na neoficiální distanci, dosažen jako mezičas v hodinovce.
- 15 000 metrů, 43:16,0, Brusel 20.9.1972. Nejlepší světový výkon všech dob na neoficiální distanci, dosažen znovu jako mezičas v hodinovce

## Evropský rekord Gastona Roelantse
- 10 000 metrů, 28:10,6, Oslo 21.8.1965. Jedna ze semifinálových skupin premiérového ročníku Evropského poháru přinesla hned dva evropské rekordy. Sovětský kladivář Romuald Klim zlepšil evropský rekord na 71,02 metru a o druhý evropský rerord se postaral Gaston Roelants, který v norském hlavním městě zlepšil dosavadní evropský rekord Pjotra Bolotnikova ze Sovětského svazu o 7,6 sekundy. Po úvodních 5 kilometrech (14:10,0) se o nové evropské maximum postaralo především zrychlení v druhé polovině závodu (14:00,6). O kvalitě Roelantsova výkonu svědčí fakt, že šlo o druhý nejrychlejší čas, jaký kdy byl v této disciplíně zaběhnut, a o kvalitě celého závodu i to, že v něm byly překonány i národní rekordy dalších zemí (maďarský rekord Lajose Mecsera 28:31,2 a francouzský rekord Bernarda Maroquina, 28:45,6). Rychleji dokázal běžet jen několik týdnů předtím Ron Clarke při svém světovém rekordu 27:39,4, dosaženém na stejné dráze - na legendárním stadionu Bislett. Družstvo mužů Belgie se ironií osudu a vzdor Roelantsově rekordu umístilo ve své semifinálové skupině na posledním místě. Roelantsův evropský rekord v běhu na 10 000 metrů překonal v roce 1968 na Memoriálu bratří Znamenských v tehdejším Leningradu, východoněmecký vytrvalec a mistr Evropy na této trati z roku 1966, Jürgen Haase.

## Gaston Roelants a Československo
Gaston Roelants startoval v Československu poměrně často, a to už od šedesátých let, kdy nebyly starty západních olympijských vítězů v českých zemích či na Slovensku běžné. Roelants zvítězil v běhu na 3000 metrů překážek 21.9.1965 v Plzni (8:33,1), kde se na start postavil i o rok později, 20.9.1966 (8:33,9). 15.9.1966 vyhrál běh na 3000 m překážek v Ostravě (8:43,4) a své vítězství na vítkovickém stadionu zopakoval i v následujícím roce (21.9.1967, v čase 8:47,4). Nejvíce si však oblíbil silniční, v Praze každý rok na podzim pořádaný Běh Rudého práva. Gaston Roelants v tomto běhu zvítězil v roce 1963, v roce 1971 byl pátý, v roce 1972 šestý, v letech 1967 a 1974 druhý.